# アランフエス条約 (1779年)
アランフエス条約（アランフエスじょうやく、英語: Treaty of Aranjuez）は、1779年4月12日に、スペイン王国とフランス王国の間で締結された条約。
条約により、フランスがジブラルタル、ミノルカ島、東フロリダ、西フロリダの占領に協力する代わりに、スペインはアメリカ独立戦争に参戦、グレートブリテン王国と敵対した。
条約はブルボン家族協約の継続と見られた。条約ではスペインがジブラルタルを確保するまでフランスに戦闘を継続させたため、戦争がほぼ1783年まで長引いた結果となった。結局スペインは折れ、ミノルカ島と西フロリダを確保してジブラルタルは諦めた。